# ジクサーsf250
ジクサーsf250は、スズキが発売しているオートバイ（普通自動二輪車）である。

## 概要
インドで発売しているものを逆輸入の形で日本では2020年4月に販売が始まった。
2020年7月15日に、スズキのインドでの二輪車の累計生産が500万台に達し、500万台目となったのはジクサーsf250だった。
同シリーズとしてネイキッドスポーツのジクサー250が存在する。

## 解説
2020年4月24日に日本で発売された。
新開発の249ccの4ストローク単気筒エンジンを搭載しており、冷却方法は油冷である。
これまでのエンジンはエンジンオイルを燃焼室に噴射することで冷却する方法だったが、新開発のエンジンではエンジンオイルを燃焼室の外側に設置した通路に流して冷却する方式（SOCS)になり、燃焼効率を高めた。
6段ミッション、前後ディスクブレーキ、ラジアルタイヤ、LEDライトを装備しており、ABSも標準装備している。
販売台数はネイキッドモデルのジクサー250と合わせた合計販売台数で、2021年に3,464台、2022年に3064台を記録した。